# Tableau des médailles des Jeux olympiques d'été de 2020
- Au moins une médaille d'or.
- Au moins une médaille d'argent (et pas de médaille d'or)
- Au moins une médaille de bronze (et ni médaille d'or, ni médaille d'argent)
- Aucune médaille remportée.
- Pays n'ayant pas participé aux Jeux olympiques de 2020.

Au moins une médaille d'or.
Au moins une médaille d'argent (et pas de médaille d'or)
Au moins une médaille de bronze (et ni médaille d'or, ni médaille d'argent)
Aucune médaille remportée.
Pays n'ayant pas participé aux Jeux olympiques de 2020.
Carte montrant la meilleure médaille obtenue par chaque pays.

Le tableau des médailles des Jeux olympiques d'été de 2020 donne le classement, selon le nombre de médailles gagnées par leurs athlètes, des pays participant aux Jeux olympiques d'été de 2020, qui se tiennent à Tokyo (Japon) du 23 juillet au 8 août 2021.
En 2020, 339 épreuves sont inscrites dans la compétition.

## Médailles

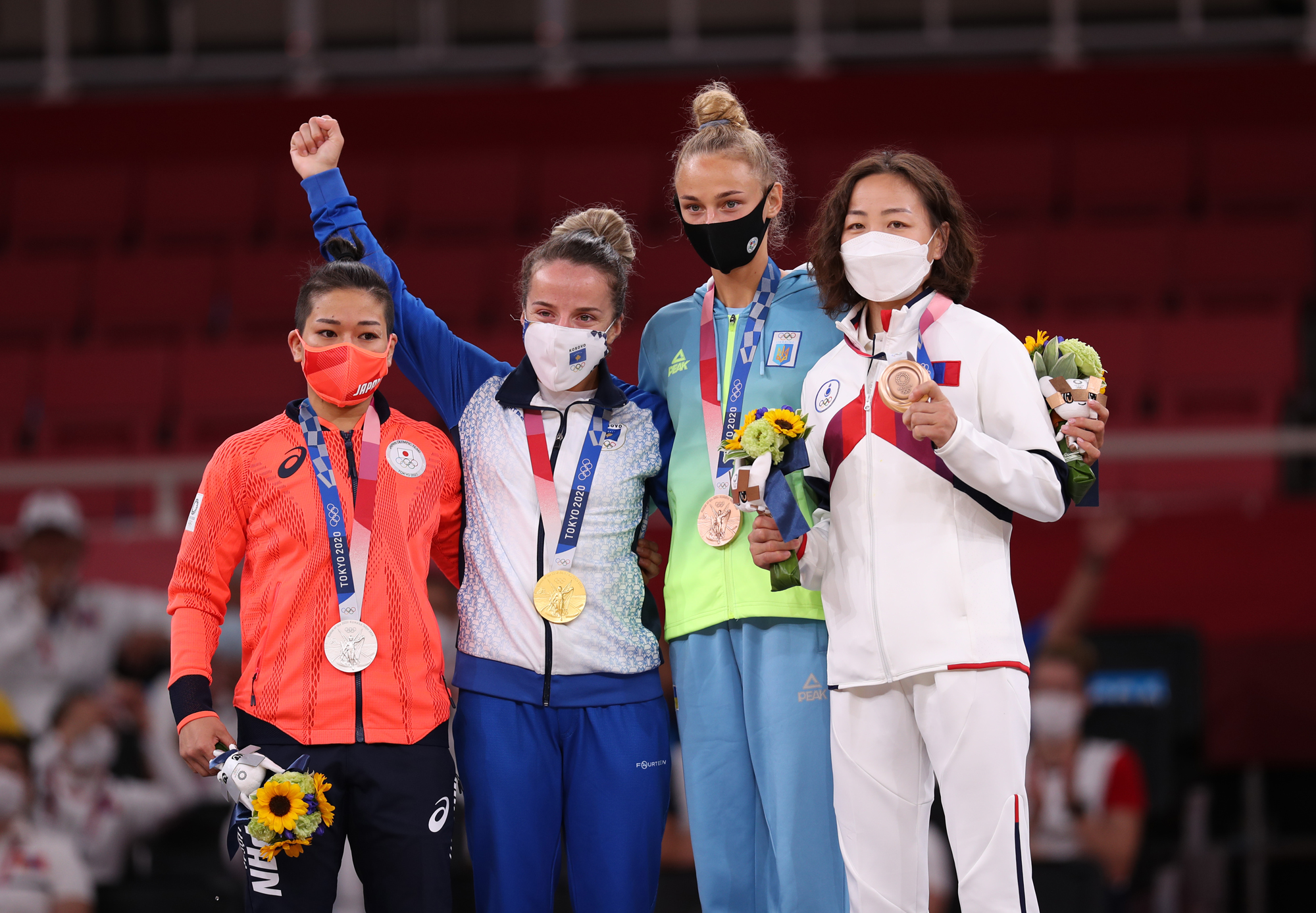
Podium olympique en Judo -48kg femmes

Le règlement du Comité international olympique stipule que la conception de la médaille avers doit inclure les éléments suivants :
- Niké, la déesse grecque de la victoire, devant le Stade panathénaïque ;
- le nom officiel des Jeux respectifs, en l'occurrence les Jeux de la XXXIIe Olympiade Tokyo 2020 ;
- le symbole olympique des cinq anneaux.

Le comité a organisé un concours ouvert aux designers professionnels et aux étudiants en design qui a attiré plus de 400 candidatures. C'est la proposition de Junichi Kawanishi, directeur de la Japan Sign Design Association et de l'Osaka Design Society, qui a été retenue. Les dessins complexes, qui orneront les 5 000 médailles, reflètent des motifs de lumière afin de symboliser l'énergie des athlètes et de ceux qui les soutiennent. Les dessins représentent également la façon dont les athlètes luttent pour la victoire au quotidien, ainsi que les thèmes olympiques de la diversité et de l'amitié.
Une initiative de recyclage a permis de récolter des appareils électroniques entre avril 2017 et mars 2019 afin d'extraire les métaux pour fondre les médailles.
En raison de la pandémie de COVID-19, les athlètes ont reçu leurs médailles sur des plateaux et ont été invités à les mettre sur eux-mêmes (ou les uns aux autres, en cas de vainqueurs d'équipe), plutôt que de les faire placer autour de leur cou par un dignitaire.

## Bouquets de fleurs

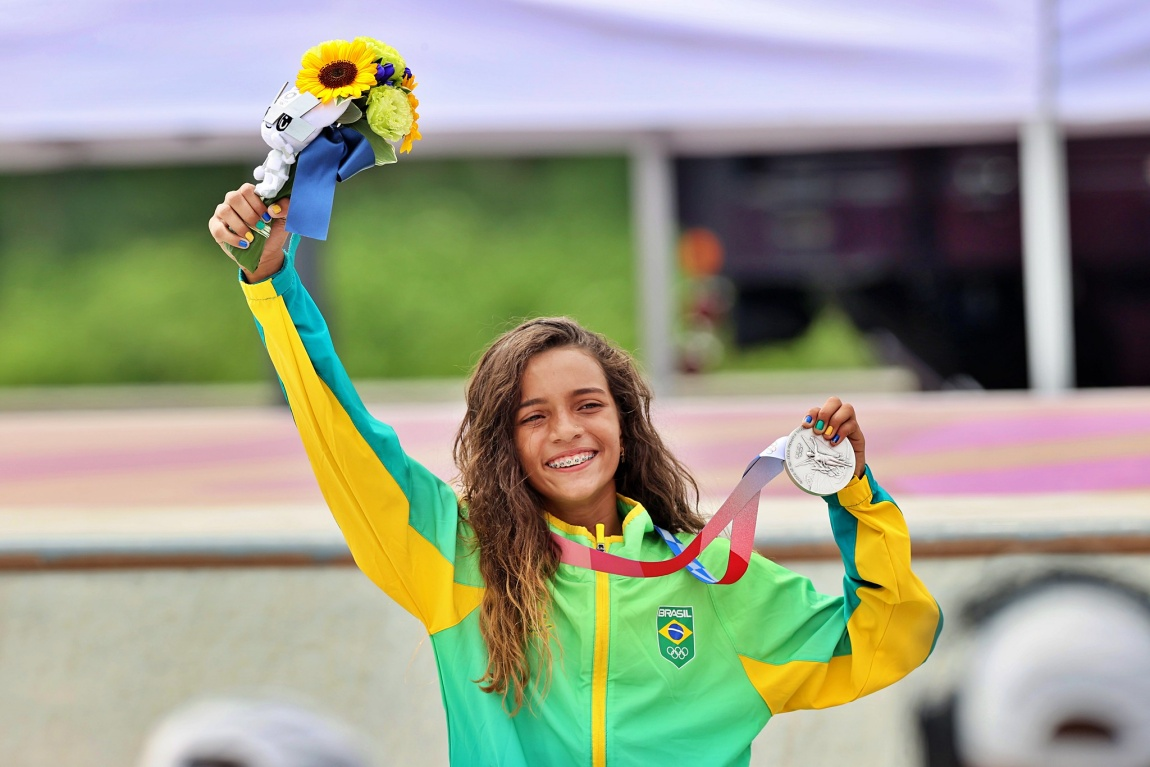
Le podium de Rayssa Leal

Le bouquet remis aux médaillés rend hommage aux victimes du tsunami du 11 mars 2011 qui avait dévasté l'Est du Japon,.
Chaque bouquet est composé de lisianthus blancs et violets, de sceau-de-Salomon, de fleurs de tournesol et de gentianes bleues, le tout accompagné de feuilles de aspidistras : ces plantes ont été cultivées pour une large part dans les trois provinces les plus durement touchées par la catastrophe, à savoir Iwate, Fukushima et Miyagi.
Chaque bouquet est accompagné de la mascotte en peluche Miraitowa

## Podiums
Les podiums ont été fabriqués à partir de plastique recyclé, plastique usagé ou plastiques issus de débris marins. Le design de ces podiums est l’œuvre de Asao Tokolo, qui a également dessiné l’emblème de Tokyo 2020.
Des restes d’aluminium provenant des abris temporaires pour les familles affectées par le tremblement de terre de l’Est du Japon en 2011 ont également été utilisés comme matériau.

## Classement
D'après le règlement du Comité international olympique, aucun classement des pays n'est reconnu à titre officiel et le tableau des médailles n'est donné qu'à titre informatif. Les nations sont classées selon le nombre de médailles d'or, puis d'argent, puis de bronze de leurs athlètes. En cas d'égalité, les pays sont classés selon leur code CIO. Dans les sports par équipes, les victoires sont comptabilisées comme une seule médaille.
Le nombre total de médailles en or, argent et bronze peut être différent car plusieurs médailles du même métal peuvent être remises lorsque des athlètes finissent ex æquo. 
- deux médailles d'or ont été décernées en athlétisme à l'épreuve du saut en hauteur masculin ; aucune médaille d'argent n'a été distribuée ;
- deux médailles de bronze ont été décernées en gymnastique pour l'agrès du sol féminin

En outre, dans les sports de combat, deux médailles de bronze sont remises dans chacune des catégories : boxe (13 catégories), judo (15 catégories), lutte (18 catégories), karaté (8 catégories) et taekwondo (8 catégories) .
- Pays organisateur (Japon)

| Rang | Nation                     | Or  | Argent | Bronze | Total |
| ---- | -------------------------- | --- | ------ | ------ | ----- |
| 1    | États-Unis                 | 39  | 41     | 33     | 113   |
| 2    | Chine                      | 38  | 32     | 19     | 89    |
| 3    | Japon                      | 27  | 14     | 17     | 58    |
| 4    | Grande-Bretagne            | 22  | 20     | 22     | 64    |
| 5    | Comité olympique de Russie | 20  | 28     | 23     | 71    |
| 6    | Australie                  | 17  | 7      | 22     | 46    |
| 7    | Pays-Bas                   | 10  | 12     | 14     | 36    |
| 8    | France                     | 10  | 12     | 11     | 33    |
| 9    | Allemagne                  | 10  | 11     | 16     | 37    |
| 10   | Italie                     | 10  | 10     | 20     | 40    |
| 11   | Canada                     | 7   | 7      | 10     | 24    |
| 12   | Brésil                     | 7   | 6      | 8      | 21    |
| 13   | Nouvelle-Zélande           | 7   | 6      | 7      | 20    |
| 14   | Cuba                       | 7   | 3      | 5      | 15    |
| 15   | Hongrie                    | 6   | 7      | 7      | 20    |
| 16   | Corée du Sud               | 6   | 4      | 10     | 20    |
| 17   | Pologne                    | 4   | 5      | 5      | 14    |
| 18   | République tchèque         | 4   | 4      | 3      | 11    |
| 19   | Kenya                      | 4   | 4      | 2      | 10    |
| 20   | Norvège                    | 4   | 2      | 2      | 8     |
| 21   | Jamaïque                   | 4   | 1      | 4      | 9     |
| 22   | Espagne                    | 3   | 8      | 6      | 17    |
| 23   | Suède                      | 3   | 6      | 0      | 9     |
| 24   | Suisse                     | 3   | 4      | 6      | 13    |
| 25   | Danemark                   | 3   | 4      | 4      | 11    |
| 26   | Croatie                    | 3   | 3      | 2      | 8     |
| 27   | Iran                       | 3   | 2      | 2      | 7     |
| 28   | Serbie                     | 3   | 1      | 5      | 9     |
| 29   | Belgique                   | 3   | 1      | 3      | 7     |
| 30   | Bulgarie                   | 3   | 1      | 2      | 6     |
| 31   | Slovénie                   | 3   | 1      | 1      | 5     |
| 32   | Ouzbékistan                | 3   | 0      | 2      | 5     |
| 33   | Géorgie                    | 2   | 5      | 1      | 8     |
| 34   | Taipei chinois (Taïwan)    | 2   | 4      | 6      | 12    |
| 35   | Turquie                    | 2   | 2      | 9      | 13    |
| 36   | Grèce                      | 2   | 1      | 1      | 4     |
| 36   | Ouganda                    | 2   | 1      | 1      | 4     |
| 38   | Équateur                   | 2   | 1      | 0      | 3     |
| 39   | Irlande                    | 2   | 0      | 2      | 4     |
| 39   | Israël                     | 2   | 0      | 2      | 4     |
| 41   | Qatar                      | 2   | 0      | 1      | 3     |
| 42   | Bahamas                    | 2   | 0      | 0      | 2     |
| 42   | Kosovo                     | 2   | 0      | 0      | 2     |
| 44   | Ukraine                    | 1   | 6      | 12     | 19    |
| 45   | Biélorussie                | 1   | 3      | 3      | 7     |
| 46   | Roumanie                   | 1   | 3      | 0      | 4     |
| 46   | Venezuela                  | 1   | 3      | 0      | 4     |
| 48   | Inde                       | 1   | 2      | 4      | 7     |
| 49   | Hong Kong                  | 1   | 2      | 3      | 6     |
| 50   | Philippines                | 1   | 2      | 1      | 4     |
| 50   | Slovaquie                  | 1   | 2      | 1      | 4     |
| 52   | Afrique du Sud             | 1   | 2      | 0      | 3     |
| 53   | Autriche                   | 1   | 1      | 5      | 7     |
| 54   | Égypte                     | 1   | 1      | 4      | 6     |
| 55   | Indonésie                  | 1   | 1      | 3      | 5     |
| 56   | Éthiopie                   | 1   | 1      | 2      | 4     |
| 56   | Portugal                   | 1   | 1      | 2      | 4     |
| 58   | Tunisie                    | 1   | 1      | 0      | 2     |
| 59   | Estonie                    | 1   | 0      | 1      | 2     |
| 59   | Fidji                      | 1   | 0      | 1      | 2     |
| 59   | Lettonie                   | 1   | 0      | 1      | 2     |
| 59   | Thaïlande                  | 1   | 0      | 1      | 2     |
| 63   | Bermudes                   | 1   | 0      | 0      | 1     |
| 63   | Maroc                      | 1   | 0      | 0      | 1     |
| 63   | Porto Rico                 | 1   | 0      | 0      | 1     |
| 66   | Colombie                   | 0   | 4      | 1      | 5     |
| 67   | Azerbaïdjan                | 0   | 3      | 4      | 7     |
| 68   | Rép. dominicaine           | 0   | 3      | 2      | 5     |
| 69   | Arménie                    | 0   | 2      | 2      | 4     |
| 70   | Kirghizistan               | 0   | 2      | 1      | 3     |
| 71   | Mongolie                   | 0   | 1      | 3      | 4     |
| 72   | Argentine                  | 0   | 1      | 2      | 3     |
| 72   | Saint-Marin                | 0   | 1      | 2      | 3     |
| 74   | Jordanie                   | 0   | 1      | 1      | 2     |
| 74   | Malaisie                   | 0   | 1      | 1      | 2     |
| 74   | Nigeria                    | 0   | 1      | 1      | 2     |
| 77   | Arabie saoudite            | 0   | 1      | 0      | 1     |
| 77   | Bahreïn                    | 0   | 1      | 0      | 1     |
| 77   | Lituanie                   | 0   | 1      | 0      | 1     |
| 77   | Macédoine du Nord          | 0   | 1      | 0      | 1     |
| 77   | Namibie                    | 0   | 1      | 0      | 1     |
| 77   | Turkménistan               | 0   | 1      | 0      | 1     |
| 83   | Kazakhstan                 | 0   | 0      | 8      | 8     |
| 84   | Mexique                    | 0   | 0      | 4      | 4     |
| 85   | Finlande                   | 0   | 0      | 2      | 2     |
| 86   | Botswana                   | 0   | 0      | 1      | 1     |
| 86   | Burkina Faso               | 0   | 0      | 1      | 1     |
| 86   | Côte d'Ivoire              | 0   | 0      | 1      | 1     |
| 86   | Ghana                      | 0   | 0      | 1      | 1     |
| 86   | Grenade                    | 0   | 0      | 1      | 1     |
| 86   | Koweït                     | 0   | 0      | 1      | 1     |
| 86   | Moldavie                   | 0   | 0      | 1      | 1     |
| 86   | Syrie                      | 0   | 0      | 1      | 1     |
|      | Total                      | 340 | 338    | 402    | 1080  |